# باک جونگ چول
این یک نام کره‌ای است؛ نام خانوادگی باک است.
باک جونگ چول (به انگلیسی: Bak Jong-cheol) (۱ آوریل ۱۹۶۵ – ۱۴ ژانویه ۱۹۸۷) یک فعال جنبش دموکراسی اهل کره جنوبی بود.
در دهه ۱۹۸۰، او به عنوان رئیس شورای دانشجویی در بخش زبان‌شناسی دانشگاه ملی سئول بود که علیه دیکتاتوری چون دو هوان و قتل‌عام گوانگجو در سال ۱۹۸۰ مبارزه می‌کرد. باک بازداشت می‌شود ولی از اعتراف به محل اختفای یکی از فعالان همکار خود خودداری می‌کند. در طول بازجویی، مقامات از تکنیک‌های القای حس غرق‌شدن برای شکنجه او استفاده کردند، در نهایت در ۱۴ ژانویه به قتل می‌رسد.
اطلاعات مربوط به وقایع مرگ باک جونگ چئول در ابتدا سرکوب شد ولی مرگ او توسط شکنجه به جرقه خیزش دموکراتیک ژوئن کمک کرد.
مرگ او و وقایع پس از آن، موضوع فیلم ۱۹۸۷: وقتی روز فرا می‌رسد است.